# من و تو (فیلم)
من و تو (ایتالیایی: Io e te) یک فیلم درام ایتالیایی به کارگردانی برناردو برتولوچی است که در سال ۲۰۱۲ منتشر شد و در بخش غیر رقابتی جشنواره فیلم کن ۲۰۱۲ به نمایش درآمد.
این فیلم، آخرین فیلم بلند برناردو برتولوچی پیش از مرگش در ۲۶ نوامبر ۲۰۱۸ بود.